# باش کلاته
باش کلاته روستایی در دهستان آلمه بخش سملقان شهرستان مانه و سملقان استان خراسان شمالی ایران است.

## جمعیت
بر پایه سرشماری عمومی نفوس و مسکن در سال ۱۳۹۵ جمعیت این مکان ۲۶۴ نفر (۶۹خانوار) بوده‌است.